# Empoasca biarca
Empoasca biarca är en insektsart som beskrevs av Davidson och Delong 1938. Empoasca biarca ingår i släktet Empoasca och familjen dvärgstritar. Inga underarter finns listade i Catalogue of Life.